# كتنية
الكَتنيَّة أو الجتني أو الجَطني لفظ مستمد من (الأُردية: چٹني) طبق من خليط الخضر والتوابل حار يستخدم كعنصر مرافقة للطبق الرئيسي.

## أنواع الكتنيَّة

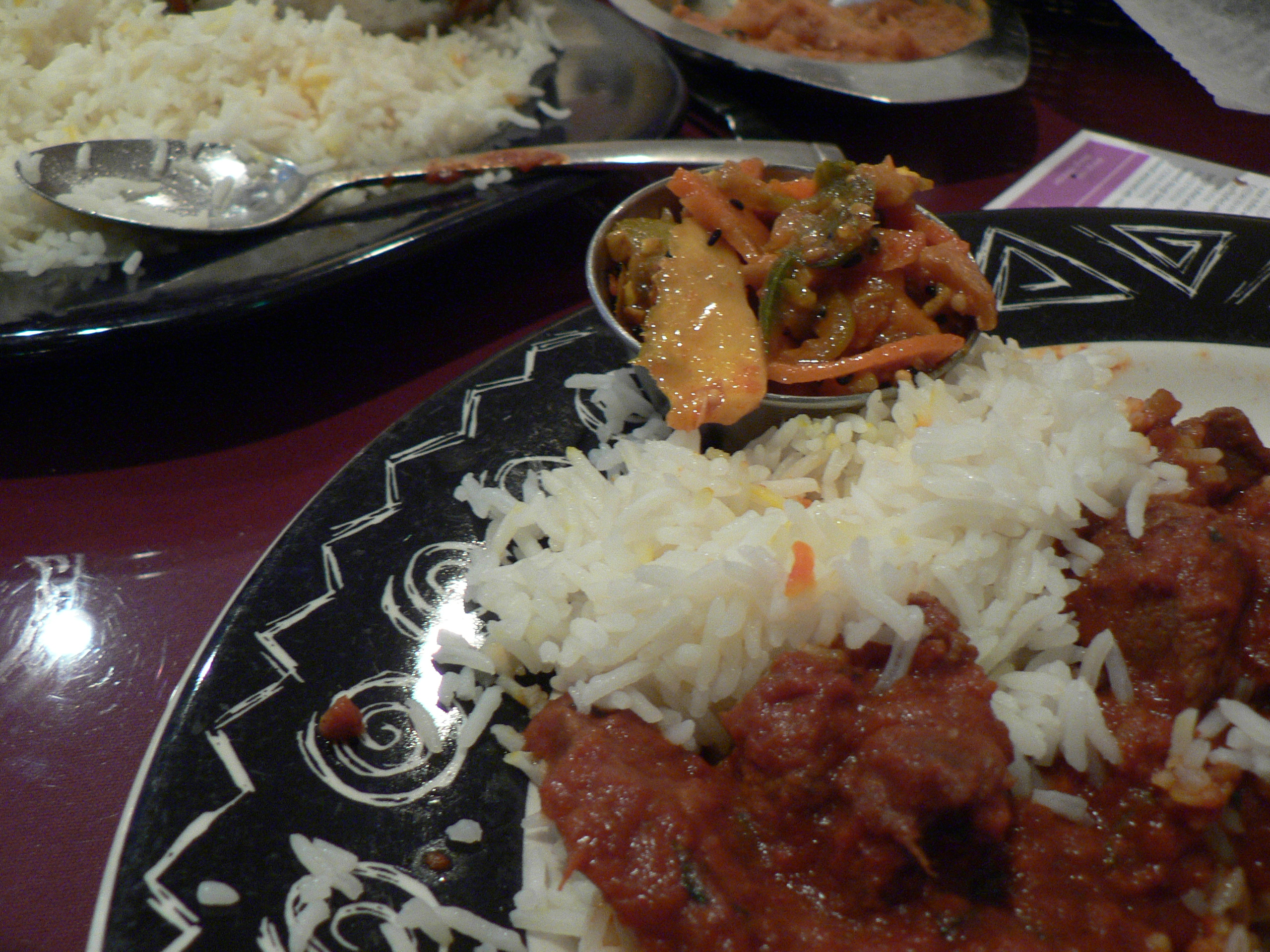
كتنيَّة المانجو

الصلصات تأتي في مجموعتين رئيسيتين، الحلو والحار ؛ كل الأشكال عادة ما تحتوي على التوابل المختلفة، بما في ذلك الشطة، ولكنها تختلف من جانب نكهة الرئيسية، أنواع الكتنيَّة واستعداداتهم تختلف بشكل واسع في أنحاء باكستان والهند.
- الكزبرة (Cilantro)
- كتنيَّة النعناع
- كتنية التمر الهندي
- كتنيَّة جوز الهند.
- كتنيَّة البصل.
- كتنيَّة الطماطم.
- كتنيَّة الشطة الحمراء.
- كتنيَّة الفلفل الأخضر.
- كتنيَّة المانجو (مصنوعة من المانجو الخضراء)
- كتنيَّة الليمون الحامض (مصنوعة من الليمون الحامض غير ناضج)
- كتنيَّة الثوم مصنوعة من الثوم الطازج، جوز الهند والفول السوداني.
- كتنيَّة الطماطم الخضراء.
- كتنيَّة الفول السوداني.
- كتنيَّة الزنجبيل.
- كتنيَّة الزبادي، بسيطة مثل خلط اللبن الزبادي، ومسحوق الفلفل الأحمر، والملح، وتؤكل مع مجموعة متنوعة من الأطعمة الأمريكية والأوروبية على غرار الصلصات وعادة ما تكون ثمرة والخل والسكر، وتطهي لتصل إلى الحدالمطلوب.

البهارات الأكثر شيوعا المضافة للكتنيَّة تشمل الحلبة، الكزبرة، الكمون والفلفل الأسود.

## وصلات خارجية
وصفة تحضير طبق التشاتني